# Nativité (Fra Bartolomeo)
Pour les articles homonymes, voir Nativité (homonymie).
La Nativité est un tableau réalisé par Fra Bartolomeo entre 1504 et 1507. L’œuvre de 34 × 24,5 cm, une peinture à l'huile sur  panneau de bois, est exposée à l’Art Institute of Chicago, aux États-Unis.

## Historique
Probablement peinte entre 1504 et 1507 d’après son style, cette œuvre semble correspondre au tableau acheté le 16 avril 1507 à Fra Bartolomeo, par l’intermédiaire du couvent San Marco, par Domenico Perini, lequel avait d’ailleurs déjà acquis le 30 avril 1506 un Noli me tangere au peintre (aujourd’hui au musée du Louvre). Perini semble toutefois s’être séparé assez rapidement de cette peinture, qui rejoint la France avant 1516, bien que sa destination ne soit pas connue.
L’œuvre apparaît dans la collection de Bedemeau de Buxerolles dans le Poitou, puis dans la collection Tabarly à Blois. Elle est acquise par Pierre Landry en 1955 avant que ses héritiers ne la mettent en vente chez Christie's en 2001. Après un bref passage chez le marchand d’art Haboldt à Paris, elle est vendue en 2005 à l’Art Institute of Chicago où elle est exposée depuis.